# Peter Brang (Slawist)
Peter Brang (* 23. Mai 1924 in Frankfurt am Main; † 14. April 2019 in Maur ZH) war ein Schweizer Slawist deutscher Herkunft.

## Leben
Peter Brang wurde als Sohn des Schauspielers Peter Brang und seiner ersten Ehefrau, der Lehrerin Nella geb. Sauer, geboren. Nach der Scheidung seiner Eltern 1930 wuchs er allein mit seiner Mutter und seiner Schwester in Steinheim am Main in bescheidenen Wohnverhältnissen, aber mit einem Obst- und Gemüsegarten auf, der den Lebensunterhalt sicherte und der ihn lebenslang prägte. Von 1934 an besuchte er die Hohe Landesschule in Hanau, die er im Frühjahr 1942 mit einem Reifevermerk verließ, weil er zum Heeresdienst eingezogen wurde. Er hatte früh eine Begabung für Sprachen entwickelt, hatte gut Englisch sowie Italienisch gelernt und wurde im Zweiten Weltkrieg als Dolmetscher eingesetzt. 1943 begann er im Selbststudium die russische Sprache zu erlernen. Im August 1944 begab er sich in amerikanische Kriegsgefangenschaft. Nach der Rückkehr aus den USA begann er 1946 ein Studium der Philologie an der Johann Wolfgang Goethe-Universität Frankfurt am Main, das er ab Herbst 1949 in Marburg fortsetzte. Hier wurde er 1952 bei Ludolf Müller promoviert, 1959 habilitierte er sich an der Universität Bonn. Ab 1961 war er außerordentlicher, von 1964 bis 1990 ordentlicher Professor an der Universität Zürich. Von 1968 bis 2009 war er Mitherausgeber der „Zeitschrift für Slavische Philologie“. Seit 1980 war Brang korrespondierendes Mitglied der philosophisch-historischen Klasse im Ausland der Österreichischen Akademie der Wissenschaften, seit 1987 auch korrespondierendes Mitglied der Akademie der Wissenschaften und der Literatur in Mainz.
Brang hinterließ seine Frau Karin, geb. Herzberger, die er im August 1951 kennengelernt hatte und mit der er seit 1953 verheiratet war, vier Kinder und mehrere Enkelkinder.

## Schriften
als Autor
- Untersuchungen über Puškins Verhältnis zur Sprache. Dissertation. Universität Bonn. Marburg 1952.
- Puškin und Krjukov. Zur Entstehungsgeschichte der „Kapitanskaja dočka“. Harrassowitz, Berlin 1957.
- Studien zu Theorie und Praxis der russischen Erzählung. 1770–1881. Habilitationsschrift. Universität Bonn. Harrassowitz, Wiesbaden 1960.
- I. S. Turgenev. Sein Leben und sein Werk. Harrassowitz, Wiesbaden 1977, ISBN 3-447-01777-5.
- mit Monika Züllig unter Mitwirkung von Karin Brang: Kommentierte Bibliographie zur slavischen Soziolinguistik. Band 1–3. Lang, Bern 1981, ISBN 3-261-04958-8.
- Das Klingende Wort. Zu Theorie und Praxis der Deklamationskunst in Russland. Verlag der ÖAW, Wien 1988, ISBN 3-7001-1484-2.
- Ein unbekanntes Russland. Kulturgeschichte vegetarischer Lebensweisen von den Anfängen bis zur Gegenwart. Böhlau, Köln 2002, ISBN 3-412-07902-2.
- Wie ich den Zweiten Weltkrieg erlebte, Forch 2013.

als Herausgeber
- Landschaft und Lyrik. Die Schweiz in Gedichten der Slaven. Eine kommentierte Anthologie. Schwabe, Basel 1998, ISBN 3-7965-1181-3 (deutsch, russisch, polnisch, übersetzt von Christoph Ferber).
- Bild und Begegnung. Kulturelle Wechselseitigkeit zwischen der Schweiz und Osteuropa im Wandel der Zeit. Helbing & Lichtenhahn, Basel 1996, ISBN 3-7190-1491-6.
- Den Blick nach Osten weiten. 50 Jahre Slavisches Seminar der Universität Zürich, 1961–2011. Chronos, Zürich 2011, ISBN 978-3-0340-1099-3.
- Festschrift für Margarete Woltner zum 72. Geburtstag am 4. Dezember 1967. Winter, Heidelberg 1967.
- Die Schweiz und ihre Landschaft in slavischer Literatur. Mit vergleichendem Blick auf die westeuropäische Dichtung, Malerei und Musik. Steiner, Stuttgart 2000, ISBN 3-515-07714-6.